# Chyetverikov MDR-6
Chyetverikov MDR-6 là một loại tàu bay trinh sát của Liên Xô trong thập niên 1930. Đây là mẫu máy bay thành công duy nhất được thiết kế tại phòng thiết kế do Igor Chyetverikov đứng đầu.

## Biến thể
MDR-6
Mẫu thử, 1 chiếc.
Chye-2
Phiên bản sản xuất, lắp động cơ M-63. 20 chiếc.
MDR-6A
Cánh nhỏ hơn và dùng động cơ Klimov M-105.
MDR-6B-1 tới B-3
Mẫu MDR-6A được thiết kế lại. 3 mẫu thử.
MDR-6B-4 tới B5
Thiết kế mới, thân to hơn, dùng động cơ Klimov VK-107. 2 mẫu thử.

## Quốc gia sử dụng
Liên Xô
- Không quân Hải quân Xô viết

## Tính năng kỹ chiến thuật (MDR-6A)
Dữ liệu lấy từ Donald, 1997, pg 258.
Đặc điểm tổng quát
- Kíp lái: 3
- Sức chứa: 3
- Chiều dài: 15,73 m (51 ft 7,25 in)
- Sải cánh: 19,4 m (63 ft 7,75 in)
- Diện tích cánh: 52,3 m2 (562,97 ft2)
- Trọng lượng rỗng: 4.100 kg (9.039 lb)
- Trọng lượng có tải: 7.200 kg (15.873 lb)
- Powerplant: 2 × Shvetsov M-63, 821 kW (1.100 hp) mỗi chiêc mỗi chiếc

Hiệu suất bay
- Vận tốc cực đại: 360 km/h (224 mph)
- Vận tốc hành trình: 220 km/h (137 mph)
- Tầm bay: 2.650 km (1.647 dặm)
- Trần bay: 9.000 m (29.530 ft)

Vũ khí trang bị
- 1 × súng máy ShKAS 7,62-mm (0,3-in)
- 1 × súng máy UBT 12,7-mm (0,5-in)
- 1.000-kg (2205-lb) bom